# سیارک ۱۷۲۴۲۵
سیارک ۱۷۲۴۲۵ (به انگلیسی: 172425 Taliajacobi، نامگذاری:2003OJ18) صد و هفتاد و دو هزار و چهارصد و بیست و پنجمین سیارک کشف شده‌است که در ۲۵ ژوئیه ۲۰۰۳ کشف شد.